# Пелекоцера широколоба
Пелекоцера широколоба (Pelecocera latifrons) — вид комах з родини Syrphidae. Один з 2 видів роду у фауні України.

## Морфологічні ознаки
Дрібні блискучі голі чорні мухи із потовщеною аристою. Вид з добре розвиненим статевим диморфізмом — самка чорна, у самця на черевці присутні великі жовті плями.

## Поширення
Західноєвразійський вузькосуббореальний (степовий) вид. Зустрічається у Західній Європі (Франція, Німеччина, Чехія, Словаччина, колишня Югославія, Угорщина, Румунія), Україні, Росії (Воронезька обл., Нижнє Поволжя) та на Близькому Сході (Ліван).
В Україні — на Лівобережжі, де тяжіє до степової зони у Харківській і Донецькій областях. У Донецькій області відомий з заповідника «Хомутівський степ», Слов'янського району, Великоанадольського лісу і Донецького ботанічного саду НАН України, у Харківський — з РПП «Печенізьке поле», Харківського та Волчанського районів. Усі види роду характеризуються низькою чисельністю.

## Особливості біології
Населяють травостій степових схилів, остепнених узлісь та галявин широколистяних лісів, чагарники. Імаго навесні живляться на квітках Ficaria sp., характерним є також запилення Prunus stepposa. Біологія личинок роду невідома, ймовірно, є фітофагами.

## Загрози та охорона
Загрози: ймовірно, критичним є зв'язок з певними зникаючими степовими рослинними асоціаціями або степовими видами рослин.
Треба виявляти та охороняти місця мешкання виду, особливо степові ділянки.